# Susperatus tonkawa
Susperatus tonkawa är en dagsländeart som beskrevs av Sun och Mccafferty 2008. Susperatus tonkawa ingår i släktet Susperatus och familjen slamdagsländor. Inga underarter finns listade i Catalogue of Life.